# 奥布河畔埃特雷勒
奧布河畔埃特雷勒（法語：Étrelles-sur-Aube，法語發音：[etʁɛl syʁ ob]）是法国奥布省的一个市镇，位于该省西北部，属于塞纳河畔诺让区。

## 地理
奥布河畔埃特雷勒（48°33'37"N, 3°52'19"E）面积10.43 平方千米，位于法国大東部大區奥布省，该省份为法国中北部省份，北起马恩省，西接塞纳-马恩省，西南至约讷省，东南至科多尔省，东临上马恩省。
与奥布河畔埃特雷勒接壤的市镇（或旧市镇、城区）包括：布拉日、奥布河畔隆格维尔、圣乌尔夫、巴涅、克莱勒、奥布河畔格朗日、武阿尔斯。

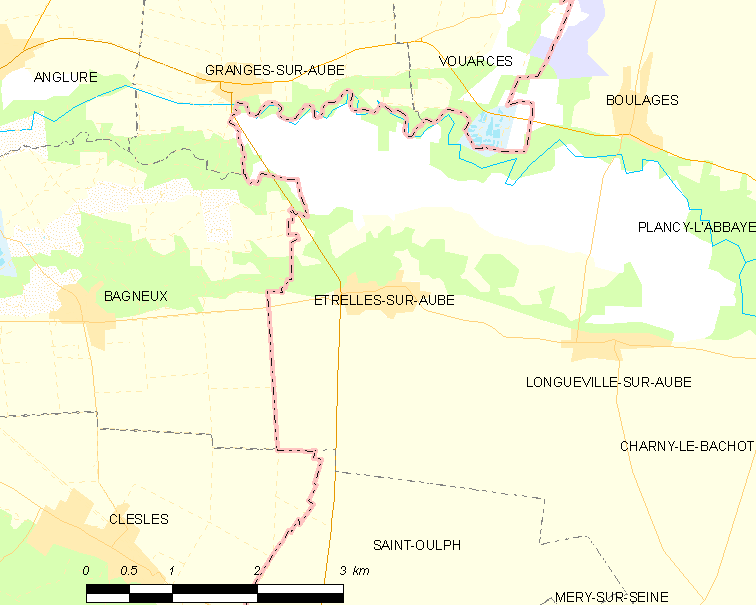
奥布河畔埃特雷勒的OSM定位图

奥布河畔埃特雷勒的时区为UTC+01:00、UTC+02:00（夏令时）。

## 行政
奥布河畔埃特雷勒的邮政编码为10170，INSEE市镇编码为10144。

## 政治
奥布河畔埃特雷勒所属的省级选区为特鲁瓦附近克勒内县。

## 人口

1962-2008年间奥布河畔埃特雷勒人口变化图示

奥布河畔埃特雷勒于2022年1月1日时的人口数量为157人。